# Сент-Они-Лангрос
Сент-Они́-Лангро́с (фр. Saint-Aunix-Lengros) — коммуна во Франции, находится в регионе Юг — Пиренеи. Департамент — Жер. Входит в состав кантона Плезанс. Округ коммуны — Миранд.
Код INSEE коммуны — 32362.

## География
Коммуна расположена приблизительно в 620 км к югу от Парижа, в 115 км западнее Тулузы, в 45 км к западу от Оша.

## Климат
Климат умеренно-океанический. Лето жаркое и немного дождливое, температура часто превышает 35 °С. Зимой часто бывает отрицательная температура и ночные заморозки. Годовое количество осадков — 700—900 мм.

## Население
Население коммуны на 2010 год составляло 153 человека.
| 1962 | 1968 | 1975 | 1982 | 1990 | 1999 | 2010 |
| ---- | ---- | ---- | ---- | ---- | ---- | ---- |
| 170  | 130  | 145  | 145  | 146  | 117  | 153  |

## Администрация
| Период | Период | Фамилия       | Партия | Примечания |
| ------ | ------ | ------------- | ------ | ---------- |
| 1983   | 2014   | Марк Лартиг   |        |            |
| 2014   | 2020   | Дени Поэзегюр |        |            |

## Экономика
В 2010 году среди 85 человек трудоспособного возраста (15-64 лет) 56 были экономически активными, 29 — неактивными (показатель активности — 65,9 %, в 1999 году было 69,8 %). Из 56 активных жителей работали 53 человека (25 мужчин и 28 женщин), безработных было 3 (0 мужчин и 3 женщины). Среди 29 неактивных 5 человек были учениками или студентами, 17 — пенсионерами, 7 были неактивными по другим причинам.